# Clubiona yaginumai
Clubiona yaginumai là một loài nhện trong họ Clubionidae.
Loài này thuộc chi Clubiona. Clubiona yaginumai được miêu tả năm 1989 bởi Hayashi.